# Gymnasura limonis
Gymnasura limonis är en fjärilsart som beskrevs av Lucas 1900. Gymnasura limonis ingår i släktet Gymnasura och familjen björnspinnare. Inga underarter finns listade i Catalogue of Life.